# スチュードベーカー

Studebaker logo

スチュードベーカー（英語：Studebaker）は、アメリカ合衆国の車両メーカー（1852年創業、1967年終了）。馬車では全米1位のメーカーであり、1897年から1966年までは自動車も生産した。現在は大手自動車部品メーカーであるフェデラルモーグル（Federal-Mogul）の一部門になっている。インディアナ州サウスベンドに1964年まで本社を置いた。
1928年には ピアスアロー、1954年には パッカードと、2つの名門高級車メーカーと合併した。著名な工業デザイナーである レイモンド・ローウィがデザインした乗用車を長年にわたって製造した。しかしビッグスリーとの競争に勝てず、1966年モデルを最後に自社製自動車製造から撤退した。企業としてはしばらく存続したが、1979年、合併により社名も消滅した。

## 創業者と家族
19世紀初頭、ヘンリー・スチュードベーカー(Henry Studebaker)はペンシルベニア州ゲティスバーグで農業と鍛冶をおこないながらワゴン製作をした。祖先は刃物製造で有名なドイツのゾーリンゲン出身であった。
ヘンリーの父親のジョン・スチュードベーカー（1799 - 1877）は1835年にオハイオ州に移り住み、息子5人にワゴン製作を教え込んだ。ヘンリー（Henry :1826 - 1895)、クレメント（Clement:1831 - 1901）、ジョン・モーラー（John Mohler:1833 - 1917）、ピーター・エバースト（Peter Everst:1836 - 1897）、ジェイコブ・フランクリン（Jacob Franklin:1844 - 1887）の5人の兄弟は成長してみなが馬車事業にいそしみ、その合計は国内生産のほとんどを占めた。母親はレベッカ（1844 - 1887）。娘姉妹も5人いた。

## 馬車製造業者時代

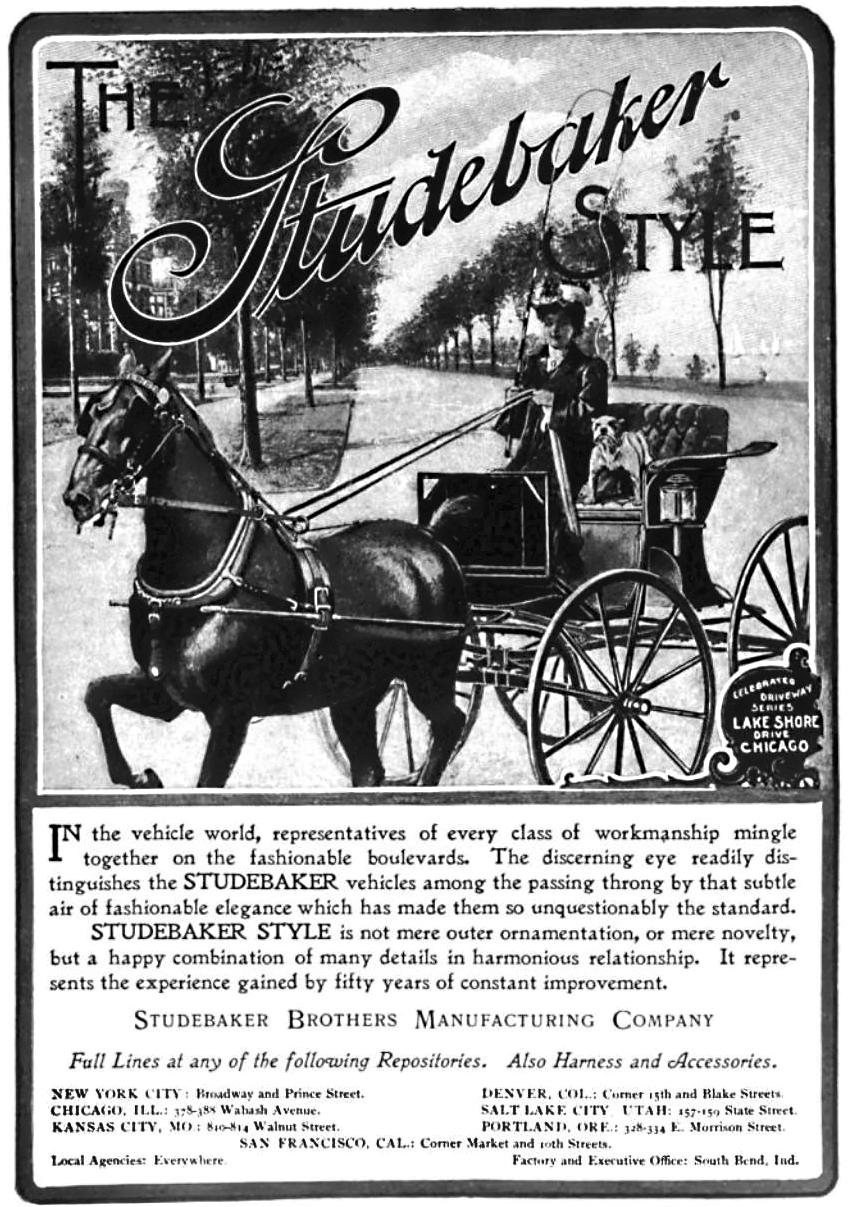
1902年広告

クレメントとヘンリーのスチュードベーカー兄弟が1852年にスチュードベーカー・ブラザース・マニュファクチャリング・カンパニー(Studebaker Brothers Manufacturing Company)を創業した。当初は荷馬車の金属部品製造からはじめ、次いで自社での馬車製造に手をつけた。1875年に末っ子のジェイコブが工場を担当し、サルキーやガラス窓が5箇所ついたランドーレットを作るようになった。しかし1874年に工場が大火に遭い、3分の2が焼けた。サウスベンドに再建した工場は20エーカー（81,000 m2）もあり『世界最大の車両工場』といわれた。
1889年には、大統領ベンジャミン・ハリソンがホワイトハウス用にスチュードベーカー製の馬車とフルセットの馬具を購入した。この時期にはサウスベンド工場は100エーカー近くの規模となり、ボイラー設備を20、発電機を16、大型定置型エンジンを16、プーリーを1000、木工・鉄工用工作機械を600、ベルトを7マイル（11 km）と、多くの蒸気ポンプを擁し、500のアーク灯と白熱灯が夜通し白光を放っていた。そんな中1893年の金融恐慌で販売が落ち込み、工場は5週間の休業となったが、労使関係は良好であり、全従業員は会社に忠誠をつくした。
1877年から1917年にかけて5人の兄弟がみな世を去ると、彼らの息子や娘婿が、後を継いだ。なかでもジョン・モーラーの娘と1891年に結婚したフレッド・フィッシュ(Fred Fish Sr)が著名である。ほかに、ジョージ(George M Studebaker)、クレメント(Clement Studebaker Jr)、フレッドの息子のフレデリック(Frederick Studebaker Fish)らがいる。

## 自動車製造業者時代
1897年に最初の 電気自動車、1904年にはガソリン車を開発した。当初は他メーカーへのOEM供給が主だった。1911年にスチュードベーカーコーポレーション(Studebaker Corporation)を設立。1913年から「スチュードベーカー」ブランドでの自動車販売を開始した。特に1928年-1933年の「プレジデント」は当時量産車として最速を記録した。また1939年には当時としては目新しかった小型経済車（大衆車）の「チャンピオン」を登場させた。第二次世界大戦中はスチュードベーカーUS6などの軍用トラックや輸送車の製造に専念した。戦後すぐに乗用車生産に復帰、1947年にはいち早く レイモンド・ローウィデザインのフルサイズボディ新型モデル「チャンピオン」「コマンダー」を発表した。その特徴的なデザインは「どちらに向かって走っているのかわからない」(Coming? or going?）などとも評されたが、ビッグスリーの生産復興の遅れで戦後の自動車市場は供給不足であったこともあり、スチュードベーカー車は圧倒的な人気を集め、大きく業績を伸ばした。最初のフルモデルチェンジとなった1953年モデルもローウィのデザインで進歩的なスタイルを誇り、2年後にデビューするシトロエン・DSのデザインを先取りしていた。

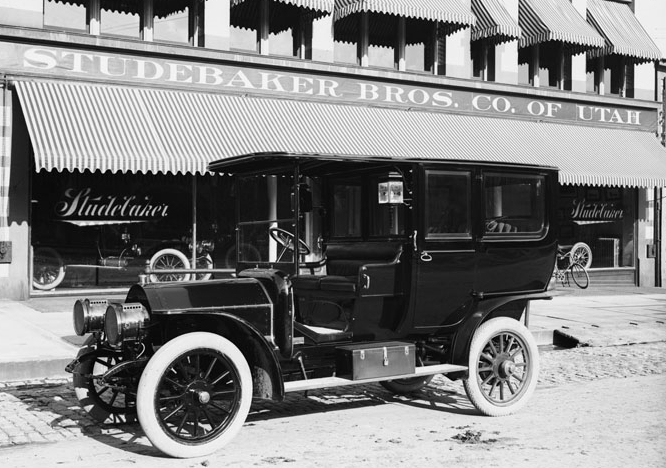
1908年式スチュードベーカーブラザーズ リムジン
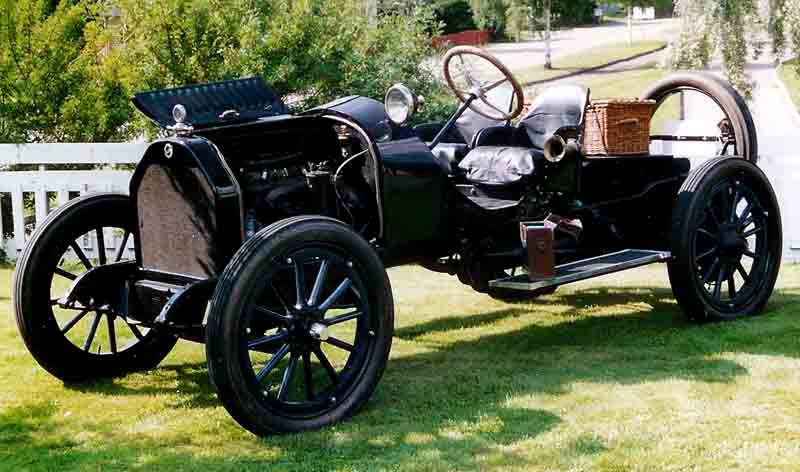
1916年スピードスター
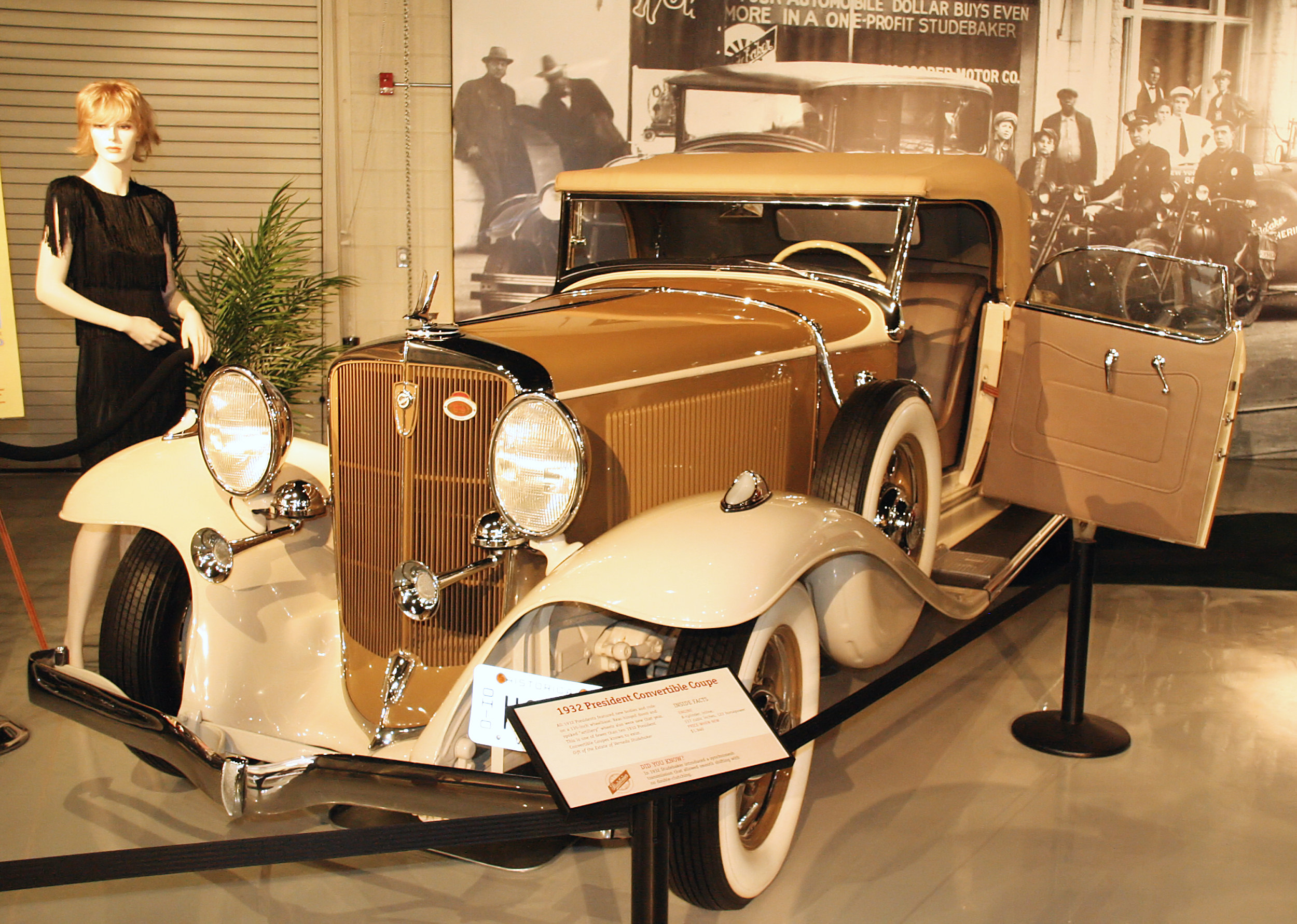
1932年プレジデント・コンバーチブル
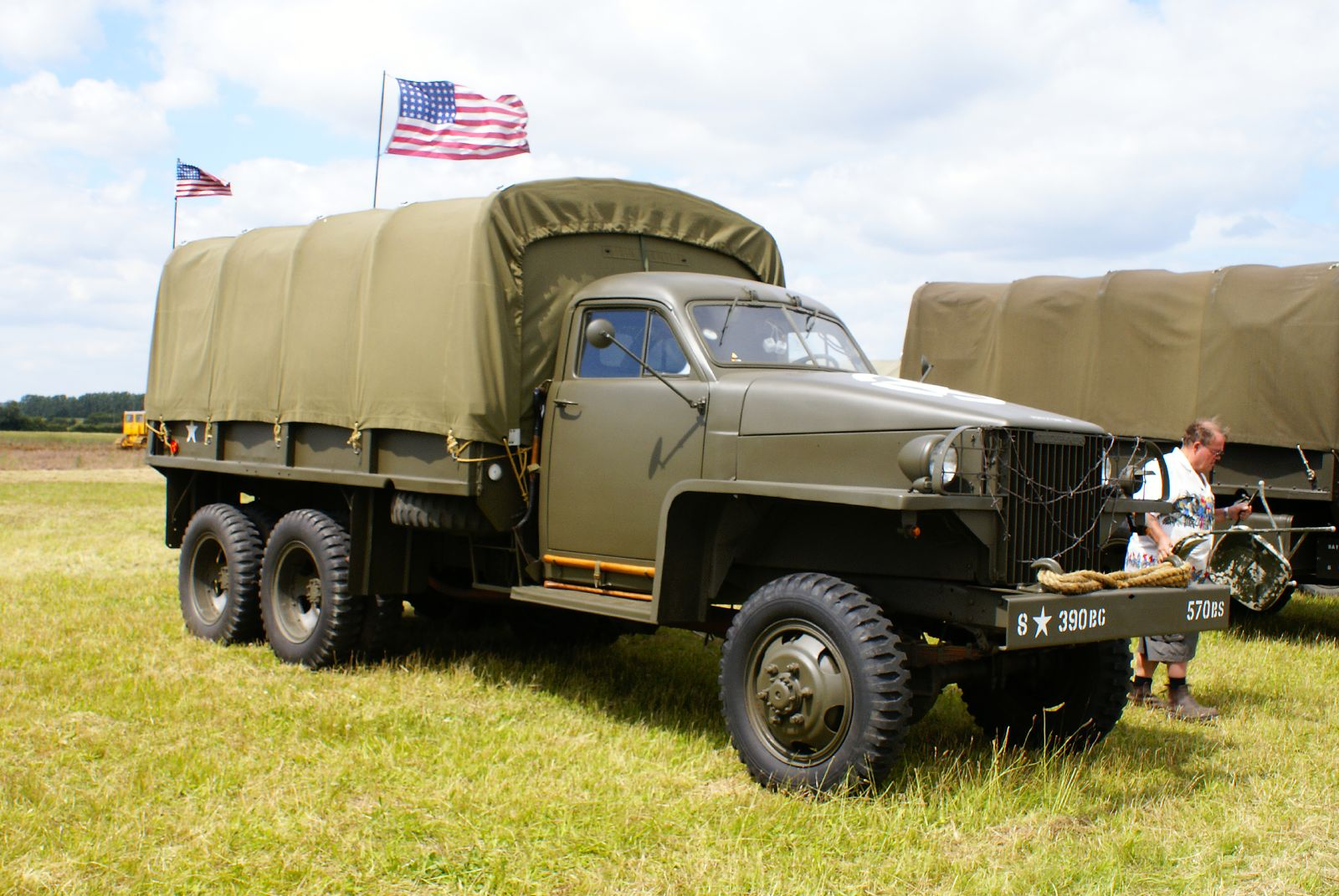
スチュードベーカーUS6、1941年～1945年。
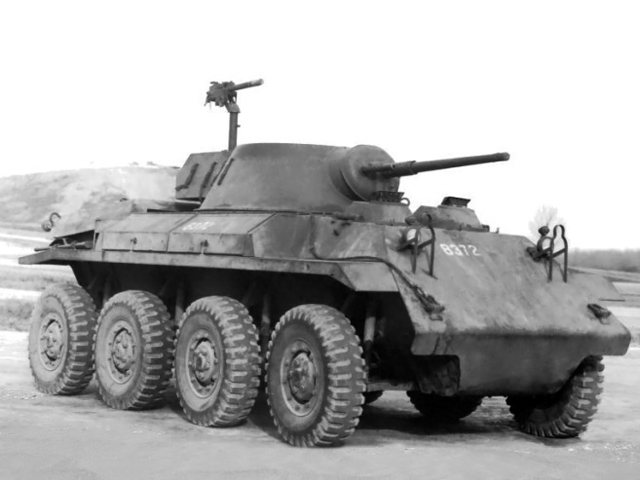
T27装甲車、1944年に試作。
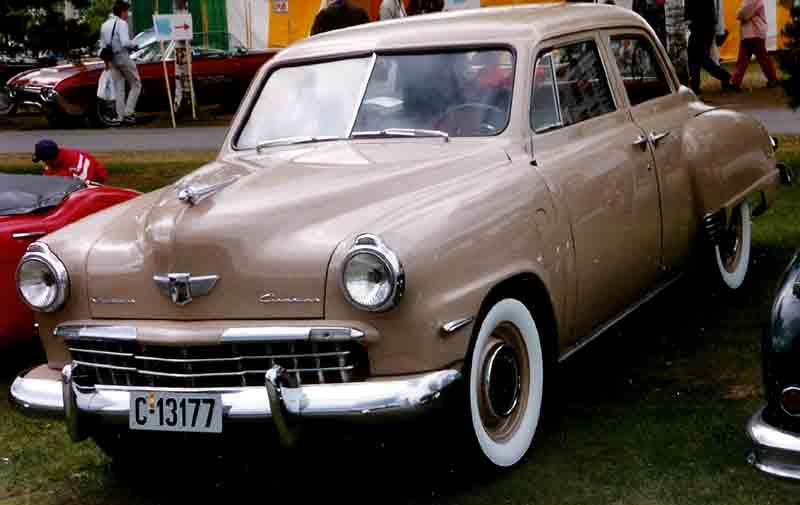
1947年チャンピオン4ドアセダン
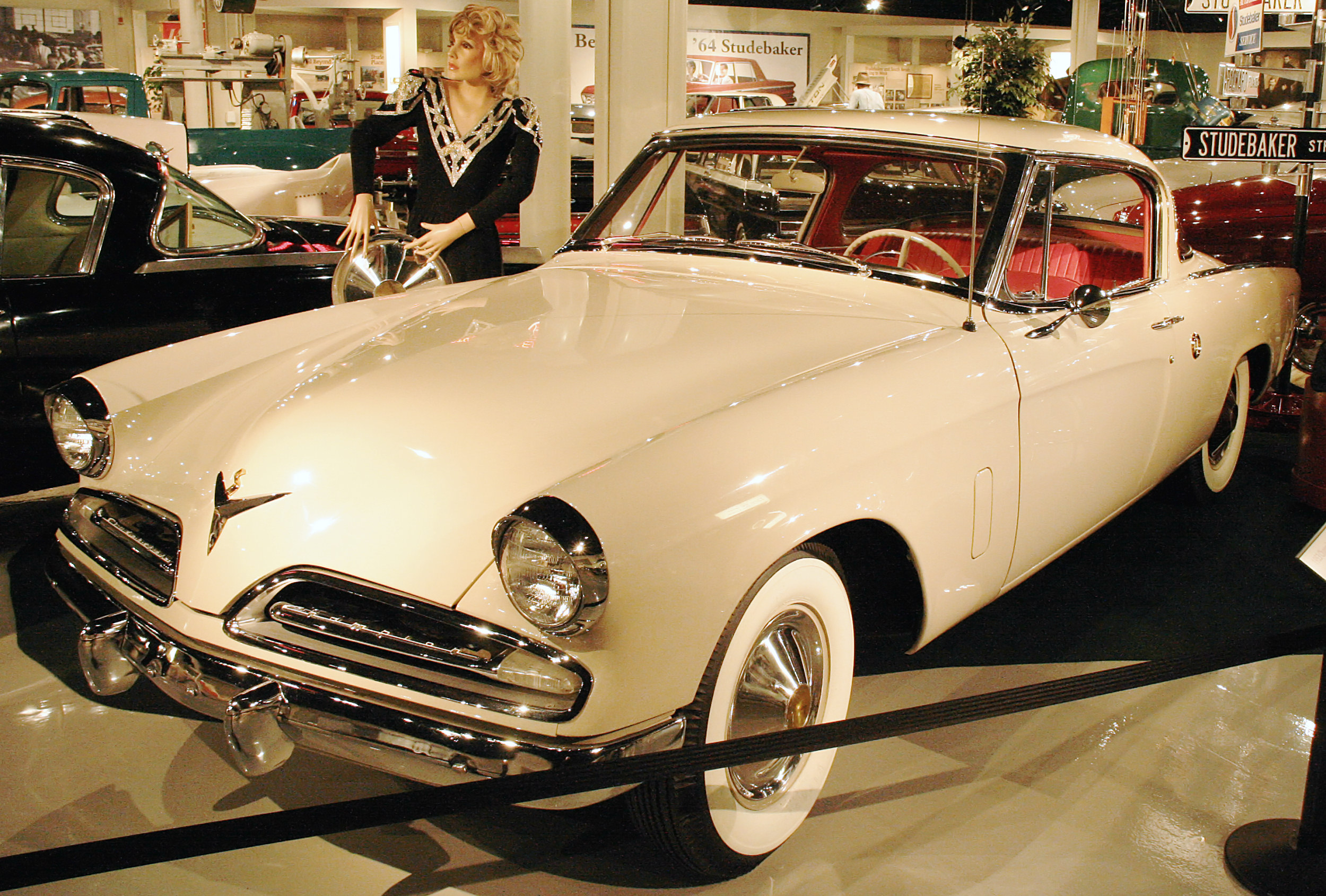
1953年コマンダー・スターライナー

## スチュードベーカー＝パッカード
戦後すぐ、スチュードベーカー工場の労働者人件費は全米自動車労組に加入する必要が無かったと言われるほどの業界一高い水準であった。このことが当時のスチュードベーカーの好況具合を示す。しかしビッグスリーの戦後向け新車開発と値下げ攻勢によってスチュードベーカーの経営は次第に追い込まれた。またデザインでのローウイの関与が無くなった1955年モデル以降はフルモデルチェンジの余裕も無くなり、1953/1954年モデルからの無理なオーバーデコレートでしのぐことになった。
その結果、同じく苦境に立たされていたパッカードと1954年に合併し「スチュードベーカー＝パッカード・コーポレーション(Studebaker-Packard Corporation)」に改組した。パッカード社はメルセデス・ベンツ米国総代理店であったため、業績が回復しない両社のディーラーはメルセデス・ベンツ、および1958年からダイムラー・ベンツ傘下となっていたアウトウニオンのDKWの併売で辛うじて食いつないだ。日本のパッカード代理店であった 三和自動車がポルシェの代理店に転進したのもこの頃であった。
1958年にパッカードブランドを終了。翌1959年、ビッグスリーに一年先んじてコンパクトカー「ラーク」を発表した。著名な工業デザイナー、ブルックス・スティーブンスがリデザインした1953年型ベースのスペシャリティカー「ホーク」との二本立てで、ニッチ市場に生き残りを賭けた。一見新しいラークはその実1953年型チャンピオン以来引き継がれたボディ・シャーシのノーズとトランクを切り詰めて小型化した急造車で、チャンピオンに代わるベーシックモデルとなった。その後もスティーブンスによるリデザインを繰り返しながら延命されたが、当初こそヒットしたものの、ビッグスリーが1960年モデル以降新開発のコンパクトカーを送り出すと、商品力と、従来スチュードベーカーと他社製品を併売していたディーラーからの締め出しによって販路を狭めていった。
1963年には起死回生を目指して再びローウィのデザインによるFRPボディの4座スポーツカー・アヴァンティを登場させた。しかし、時既に遅く、翌1964年には米国の生産拠点を閉じ、比較的売れ行き好調だったカナダに移転した。カナダのオンタリオ州ハミルトンの工場は1シフト制で1日48 - 96台という小規模な施設であった。この移転に伴いアヴァンティやホークは生産を終了した。のちに、アヴァンティだけはサウスベンドの遊休施設を利用して、1966年からレオ・ニューマンとネート・アルトマンにより「アヴァンティII」として復活した。
1966年3月16日に最後のスチュードベーカーがラインオフした。ターコイズの1966年ラーク・クルーザーであった。お互いが家族的に親しみあっていた700人の従業員にとっても、市内第四番目の大工場を失うことになったハミルトン市にとっても、同社の乗用車生産撤退は悲しい知らせであった。以後は自動車部品メーカーとなり、様々な会社の傘下を転々としたが、1979年にマグロウ・エディソン（McGraw-Edison）に買収され、スチュードベーカーのブランド名も消滅した。さらなる企業買収により、スチュードベーカーの自動車部品部門は、現在では大手自動車部品メーカー・フェデラルモーグル（Federal-Mogul）の一部となっている。

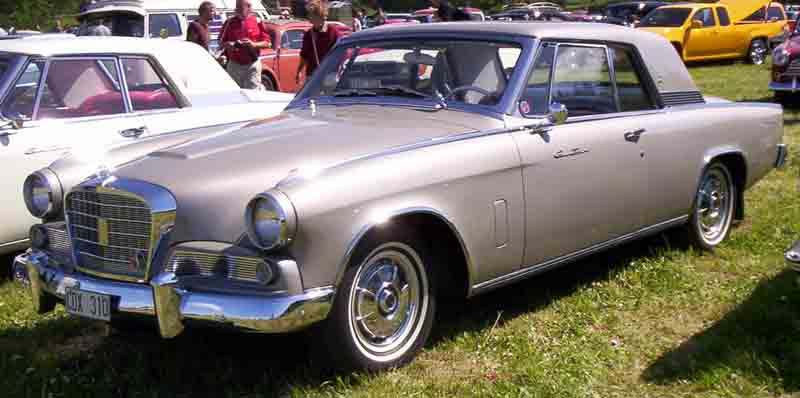
1964年グランツーリスモ・ホーク
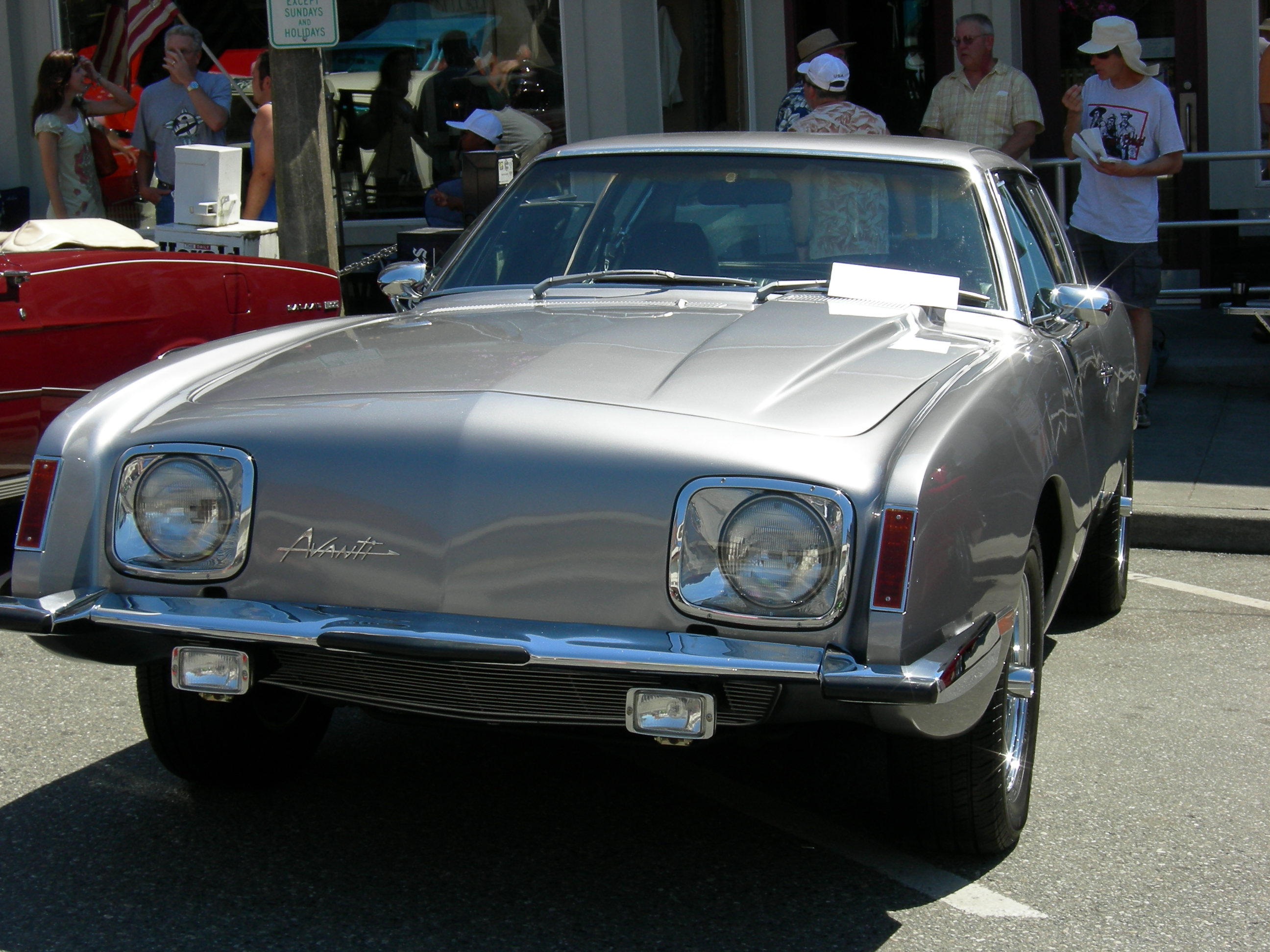
1964年アヴァンティ